# Jacaltec
Jacaltec (izg. hakaltek; isto i Jakalteko, Jacalteco, Jakalteco, Jakalteca), indijanski narod iz grupe Kanjobal, porodica Mayan, nastanjen u gvatemalskom departmanu Huehuetenango u opčinama Jacaltenango, Huista Conception, San Antonio Huista i Santa Ana Huista i malenim zajednicama u općinama Cuilco, Democracia i Nentón. Populacija Hakalteka procjenjuje se između 16,000 i 32,000, od čega oko polovice živi u Huehuetenangu, i negdje oko 1,000 duž granice s Meksikom. Većina zemlje Hakalteka došla je pod vladin federalni program privatizacije zemlje, što ih je mnoge natjeralo da migriraju u Meksiko i SAD. 
Jezik jacalteco ima dva dijalekta, istočni jacelteco blizu meksičke granice u Huehuetenangu kojim govori preko 10,000 duša (1990) i zapadni jacalteco oko Jacaltenanga s 27,000 govornika u Gvatemali i preko 10,000 u Meksiku (1991). 